# Reiskocher

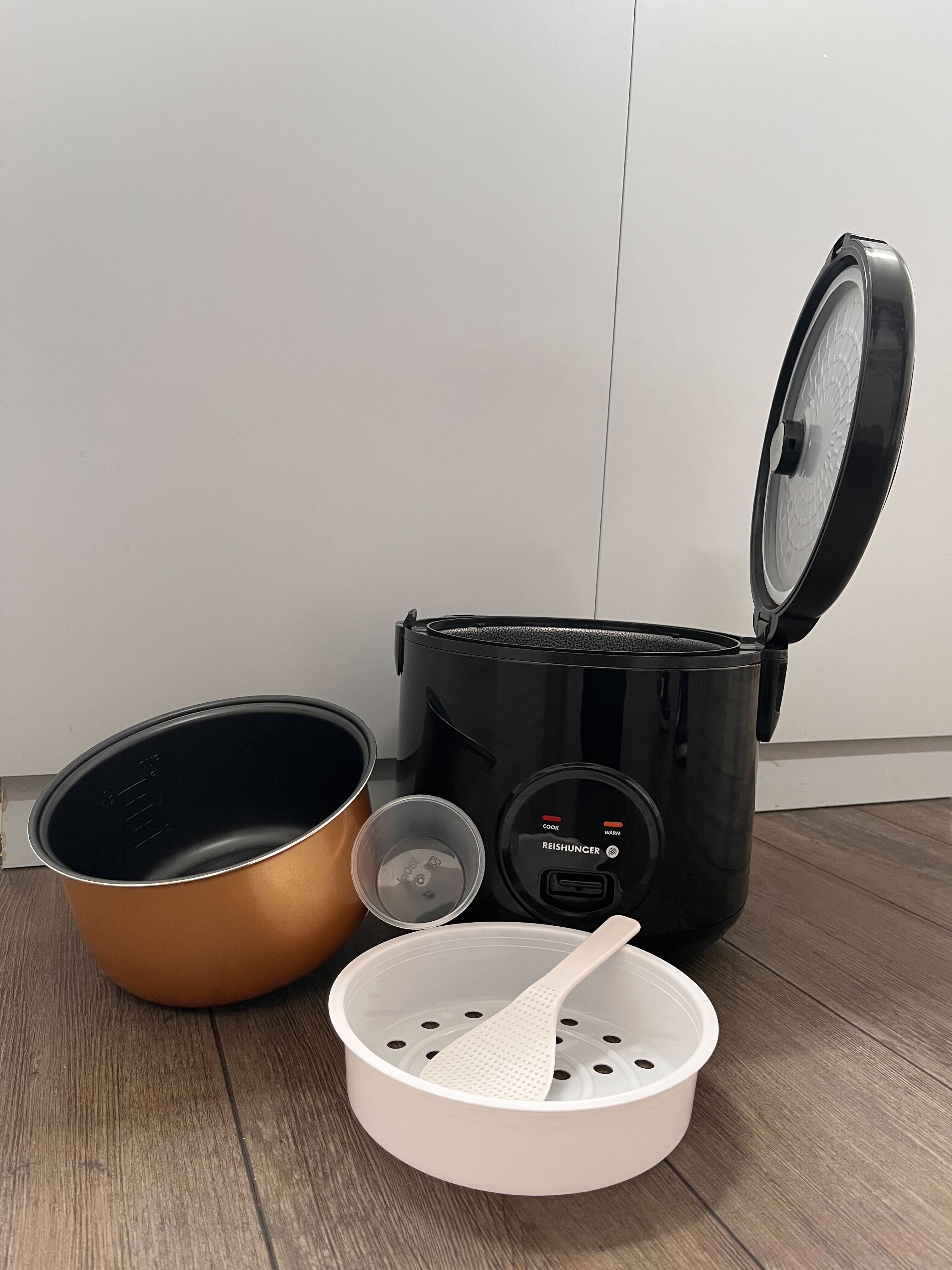
Ein Reiskocher mit Innentopf, Dämpfeinsatz, Messbecher und Reislöffel

Ein elektrischer Reiskocher ist ein Küchengerät, mit dem das Kochen von Reis vereinfacht wird. Nur der gespülte rohe Reis und die passende Menge an Wasser müssen eingefüllt werden. Das Garen geschieht ohne weiteres Zutun nach der „Quellreismethode“, bei der das Kochwasser restlos von den Reiskörnern aufgenommen wird bzw. verdampft.
Die herkömmliche Zubereitung von Reis im Kochtopf auf dem Herd erfordert fortlaufende Überwachung, damit der Reis nicht überkocht, breiig wird, austrocknet oder verbrennt, aber dennoch hinreichend gar wird – zu kurz gekochter Reis schmeckt zwar kaum anders, kann aber zu Verdauungsschwierigkeiten führen. Außerdem schmeckt der Reis besser, wenn während des Kochens kein Kondenswasser von der Deckelinnenseite heruntertropft. Bei besseren Reiskochern wird daher das Wasser auf anderem Wege als durch den Reis hindurch zum Heizelement zurückgeleitet, um dann dort wieder zu verdampfen.

## Technik

Prinzipschaltbild eines Reiskochers

Der Abschaltmechanismus funktioniert temperaturabhängig: die Temperatur im Kochtopf bleibt zunächst durch das Wasser konstant bei 100 °C – wenn alles Wasser verdampft ist bzw. vom Reis aufgenommen wurde (mengenabhängig nach ca. 10–30 Minuten), erhöht sich die Temperatur des Heizelementes und der Reiskocher schaltet sich je nach Modell entweder ab oder auf Warmhalten. Der Temperaturregler ist ein Magnet, dessen Gegenstück aus einem Material mit einer bestimmten Curie-Temperatur, besteht. Der Schalter ist zwischen Topfboden und Heizelement angebracht. Dieser Magnet hält den über Federn gespannten Schaltkontakt. Bei Erreichen der Curie-Temperatur verschwinden die ferromagnetischen Eigenschaften des Gegenstücks und der Kontakt wird gelöst. Dies tritt ein, wenn das Wasser verdampft ist und daraufhin die Temperatur am Topfboden steigt, da die Wärme nicht mehr durch das Wasser abgeleitet wird. Der Magnet fällt ab und wirkt der Feder nicht länger entgegen. Diese unterbricht den Schaltkontakt zum Heizelement oder schaltet auf die kleine Heizleistung zum Warmhalten um. Der Vorgang ähnelt dem bei magnetisch geregelten Lötkolben, mit dem Unterschied, dass der Dauermagnet im Reiskocher durch den Federmechanismus oder andere Schaltkreise eine Selbsthaltefunktion bekommt, die ihn monostabil macht und das Heizelement nicht wieder eingeschaltet wird, auch wenn sich der Magnet abkühlt. Ein Anbrennen ist durch diese Abschaltung nicht möglich. Einige Reiskocher haben zwei getrennte Heizelemente. Für den Betrieb an einer Netzspannung von 220 bis 240 Volt sind sie in Reihe geschaltet, für 105 bis 125 Volt werden sie parallel geschaltet. Die Reiskocher werden ab Werk auf eine Netzspannung ausgelegt verschaltet, ein Schalter zur Anpassung an die verfügbare Netzspannung ist unüblich.

## Anwendung
Bei manchen Reiskochern wird absichtlich erst bei höheren Temperaturen heruntergeschaltet, damit der Reis am Topfboden knusprig wird. Dadurch lässt sich dieser als Reiskuchen servieren. Dieser knusprige Boden wird im Japanischen Okoge (おこげ), im Koreanischen Nurungji (누룽지) und im Persischen Tahdig (ته دیگ) genannt.
Viele Reiskocher können den Reis für viele Stunden warmhalten, manche mit eingebauter Zeitschaltuhr – in Asien ist das eine wichtige Funktion, da dort meist morgens der Reis für den ganzen Tag zubereitet wird. Das Warmhalten bei ausreichend hoher Temperatur verhindert auch die Vermehrung des Bakteriums Bacillus cereus, das gekochten Reis bei zu geringer Temperatur rasch befallen und eine Lebensmittelvergiftung auslösen kann.
Der Reiskocher hat einen zum Reinigen herausnehmbaren Topf aus Metall (bei billigen Geräten Aluminium, bei teuren Modellen eine teflonbeschichtete Metalllegierung, die das Ankleben verhindert). In einigen Modellen schützt eine in den Topf eingelegte Silikonmatte vor Verkratzen beim Umrühren.
In Südostasien werden auch Reiskocher mit einem Topf aus Keramik angeboten. Es sind Modelle mit elektronischer Kochzeitregelung, die zusätzlich für die Zubereitung von Suppen und Reis-Congee eingesetzt werden können.

## Geschichte
Die Entwicklung automatischer Reiskocher stellte wegen des komplexen Garvorgangs über lange Zeit eine Herausforderung für Ingenieure insbesondere in Japan als technisch am weitesten entwickelten Land Ostasiens dar. So scheiterte der renommierte Techniker Ibuka Masaru 1945 mit entsprechenden Versuchen.
Die ersten automatischen Reiskocher wurden in den 1950er Jahren durch die Toshiba Corporation auf den Markt gebracht. 1955 erzielte das Toshiba-Modell ER-4 mit rund 200.000 verkauften Exemplaren als erstes einen breiten wirtschaftlichen Erfolg. Schnell folgten Unternehmen wie Matsushita und Hitachi mit eigenen Fabrikaten. Die Geräte erfuhren bald große Beliebtheit in anderen asiatischen Ländern. 1960 begann Matsushita in Kooperation mit der Shun Hing Group aus Hong Kong, Reiskocher zu entwickeln, die auf chinesische Zubereitungs- und Essgewohnheiten ausgerichtet waren. Ebenfalls 1960 begann Tatung auf Taiwan mit der Herstellungen von Kopien des ER-4, die bald auch modifiziert wurden. In Südkorea begann die Produktion von Reiskochern in der zweiten Hälfte der 1960er Jahre, angestoßen durch ein Abkommen mit Japan von 1965 zur Versöhnung nach der japanischen Kolonisation im frühen 20. Jahrhundert. Informationen über Reiskocher waren Teil des darin vereinbarten Technologietransfers. Die Geräte blieben vorerst jedoch Luxusprodukte und erfuhren erst nach 1970 eine größere Verbreitung, nachdem die Produktionskapazität in Südkorea deutlich gewachsen war. Allerdings ignorierten die großen Jaebeol-Konzerne das Produktfeld zunächst und überließen es mittelständischen Herstellern. Lange galten koreanische Reiskocher den japanischen Geräten gegenüber als technisch unterlegen. Erst ein staatlich angeordnetes Forschungsprojekt schuf 1983 ein Modell mit PTFE-beschichtetem Aluminium für den Innentopf, das 1987 in die Massenproduktion ging und die technischen Probleme beendete.
Heute sind automatische Reiskocher in ganz Ost-, Süd- und Südostasien sehr weit verbreitet, selbst in Familien, die sonst kaum Küchengeräte besitzen.

## Andere Bedeutungen
Ein Solarkocher wird in der Umgangssprache oft als Reiskocher bezeichnet, weil in armen Ländern damit hauptsächlich Reisgerichte gekocht werden. Ebenso werden wassergekühlte Motorräder und Autos aus japanischer Produktion abwertend Reiskocher genannt.